# Batalla de Vigo (guerra civil española)
La batalla de Vigo fue un enfrentamiento que tuvo lugar entre el ejército sublevado y las milicias republicanas viguesas, a principios de la guerra civil española. Tuvo lugar entre el 18 y el 28 de julio de 1936, aunque los acontecimientos más relevantes sucedieron los días 20 y 21. Fue el combate más relevante que hubo en Galicia, sin contar con los posteriores movimientos guerrilleros. Esta breve batalla se saldó con unas 50 bajas entre ambos bandos, además de cientos de heridos y prisioneros. El resultado de la batalla fue la victoria de los sublevados frente a la resistencia republicana, aunque cabe destacar que la comarca de Vigo fue la última zona de Galicia en caer en manos nacionales; en concreto, la última batalla se produjo en A Volta da Moura (Tuy).

## Escenario y comandantes
Además de Vigo, la contienda se desarrolló en distintas localidades próximas a la ciudad viguesa, como Moaña, Cangas o Tuy. De manera más específica, sucedió en los barrios más humildes de Vigo, donde había una mayor concentración de población obrera (Lavadores, O Calvario, O Seixo, etcétera). En general, el escenario típico era la defensa miliciana de una barricada ante el avance de los sublevados.
El bando republicano estaba comandado políticamente por Emilio Martínez Garrido, aunque en la práctica no aportó nada al conflicto. Guillermo Barros era representante de la FIJL y la FAI; Dalmacio Bragado coordinaba la CNT; y Fernando Román Rodríguez fue un destacado miembro de la CNT, que básicamente coordinaba las barricadas.
El bando sublevado estaba dirigido por Felipe Sánchez Rodríguez, Comandante de la Plaza de Vigo, aunque realmente fue el capitán Antonio Carreró Vergés quien lideró el ataque y planeó el asalto a la resistencia obrera.

## Beligerantes
El bando republicano estaba básicamente formado por afiliados a los sindicatos obreros. La CNT era la organización con más peso, con miles de afiliados repartidos en distintos sindicatos menores. La UGT era el sindicato con mayor tradición en Vigo, y aunque no era el más importante, tenía cierta relevancia en la escena de la ciudad. Las Juventudes Libertarias (FIJL) se habían instalado en Vigo en 1931, y durante la contienda contaban con 100 afiliados. La FAI había hecho presencia en la ciudad en 1934, y por ello solo contaba con 30 afiliados. Había otros sindicatos independientes de menor importancia; como excepción, el Sindicato Único de Metalurgia participó activamente en la batalla, debido a su amplia experiencia en huelgas y conflictos armados. En total, sumaban unos 1 000 combatientes.
El bando sublevado contaba con 350 soldados apostados en Vigo. También se les unieron otros 350 militares, entre miembros de la Guardia Civil y de la Guardia de Asalto. En total, sumaban unos 750 efectivos.

## Antecedentes
El 6 de febrero de 1936 se produjo un pequeño conflicto de similares características que la Batalla de Vigo. Los libertarios asaltaron la sede de la Falange en Vigo. El enfrentamiento se saldó con un muerto en ambos bandos y algunos heridos. 

## 18 - 19 de julio: los preparativos
El 18 de julio de 1936, las tropas militares acuarteladas en Melilla se sublevan. El falangista Manuel Hedilla se traslada a Vigo para preparar el alzamiento en toda Galicia. Mientras tanto, las organizaciones obreras (CNT, FAI, UGT, Juventudes Libertarias, etcétera) reciben confusos informes sobre un enfrentamiento en Melilla. Por la noche, el diario El Pueblo Gallego informa de dicho levantamiento militar en el enclave africano. Radio Vigo también informa sobre la sublevación en Marruecos.
El 19 de julio, la noticia ya se rumorea por toda la ciudad, aunque no hay datos concisos. Los militares sublevados imprimen el bando de guerra, que será usado el día 20 para tomar toda la comunidad de Galicia. Mientras tanto, el alcalde de Vigo, Emilio Martínez Garrido (PSOE - Frente Popular), organiza un comité de crisis. La Guardia de Asalto se ofreció a proteger la ciudad, así como la CNT pidió armas a cambio de formar una guerrilla. El alcalde rechazó ambas ofertas, confiando erróneamente en que los militares se mantendrían fieles. Los sindicatos obreros se coordinan para formar una milicia común. Su único armamento es una ametralladora parabellum, varias pistolas pequeñas y 200 bombas caseras. Durante toda la noche, dos milicianos preparan otras 300 bombas caseras con pólvora común.

## 20 - 22 de julio: el combate
El día 20 de julio, los milicianos se levantan con gran incertidumbre sobre lo que pasará en aquella jornada. Mientras, el capitán Antonio Carreró sale del cuartel de la calle Galán (hoy Calle del Príncipe) con unos 50 soldados, y declara el Estado de Guerra. Los militares desfilan por algunas calles hasta llegar a la Puerta del Sol a las 13:00 horas. Carreró le cede el bando de guerra a un ayudante, que comienza a leerlo a los ciudadanos. En ese instante, un hombre de apellido Lence intenta arrebatarle el bando al ayudante, y los militares lo ejecutan. El resto de milicianos se abalanzan sobre los sublevados para quitarles las armas. Carreró ordena abrir fuego, mientras un afiliado de la CNT responde con su ametralladora parabellum. Los militares se retiran al cuartel. En total, hay 15 muertos y muchos heridos.
Carreró toma la Casa del Pueblo, mientras los milicianos asaltan la armería La Cosmopolita y el Cuartel de la Guardia Civil de Teis. Consiguen 16 fusiles y 12 pistolas, aunque poca munición. Radio Vigo proclama diversos mensajes republicanos hasta que Carreró toma el edificio. Además, los sublevados instalan puestos de ametralladoras en algunas calles importantes. Los milicianos levantan barricadas en O Calvario, O Seixo y Os Choróns. El día termina cuando los militares asaltan el ayuntamiento sobre las 19:00 - 21:00 horas y detienen al alcalde y a su grupo de concejales.
El día 21 de julio, Carreró dirige por la mañana un ataque a la barricada de Os Choróns. Los libertarios resisten tirando bombas caseras, pero la superioridad armamentística de los militares hace que caiga esa línea de defensa. En O Calvario, los milicianos refuerzan sus posiciones con algunos republicanos venidos de Puenteareas y varios voluntarios con escopetas de caza. Para romper las barricadas, Carreró ordena el uso de morteros. Conforme avanza el día, la munición escasea entre los milicianos, y a pesar de su firme resistencia, O Calvario termina por caer.
En O Seixo, se acaban las bombas caseras, y los milicianos supervivientes huyen hacia el monte. En Lavadores también hay fuerte resistencia, pero al mediodía los sublevados toman el ayuntamiento. Los milicianos se retiran al Cuartel de la Guardia Civil de Pardavila. Los militares de dicho cuartel, hasta entonces neutrales, se unen a los sublevados. Sin posibilidad de combatir en dos frentes, los republicanos se retiran al monte.
El 22 de julio, los falangistas han tomado casi toda la ciudad. Desde una avioneta, un militante de la CNT sobrevuela la ciudad arrojando octavillas en las que pide la rendición del bando sublevado.

## 23 - 28 de julio: últimos actos de resistencia
El 23 de julio, un hidroavión bombardea el monte de la Madroa, donde resistían algunos superviviente de las barricadas de Lavadores y El Seijo. Muere una persona. Los sublevados acaban con la resistencia en Tuy (último lugar donde hubo una contienda organizada) y destruyen la avioneta usada por los milicianos el día anterior. 
El 24 de julio, la Guardia Civil detiene a Heraclio Botana en Teis. Botana era uno de los pocos dirigentes republicanos que aún seguía libre, después de que Carreró apresase a casi todo el comité el 20 de julio, en el Ayuntamiento de Vigo. 
El día 26 de julio, los milicianos asaltan a una patrulla de la Guardia Civil que regresaba de Cabral. Resulta herido un cabo. 
El día 28 de julio, el bando republicano hace estallar una bomba en la estación de Figueirido (Vilaboa), en la línea de tren Vigo - Pontevedra. Fue el último acto de resistencia que forma parte de la Batalla de Vigo. Todas las acciones posteriores se consideran propias de los maquis.

## Consecuencias

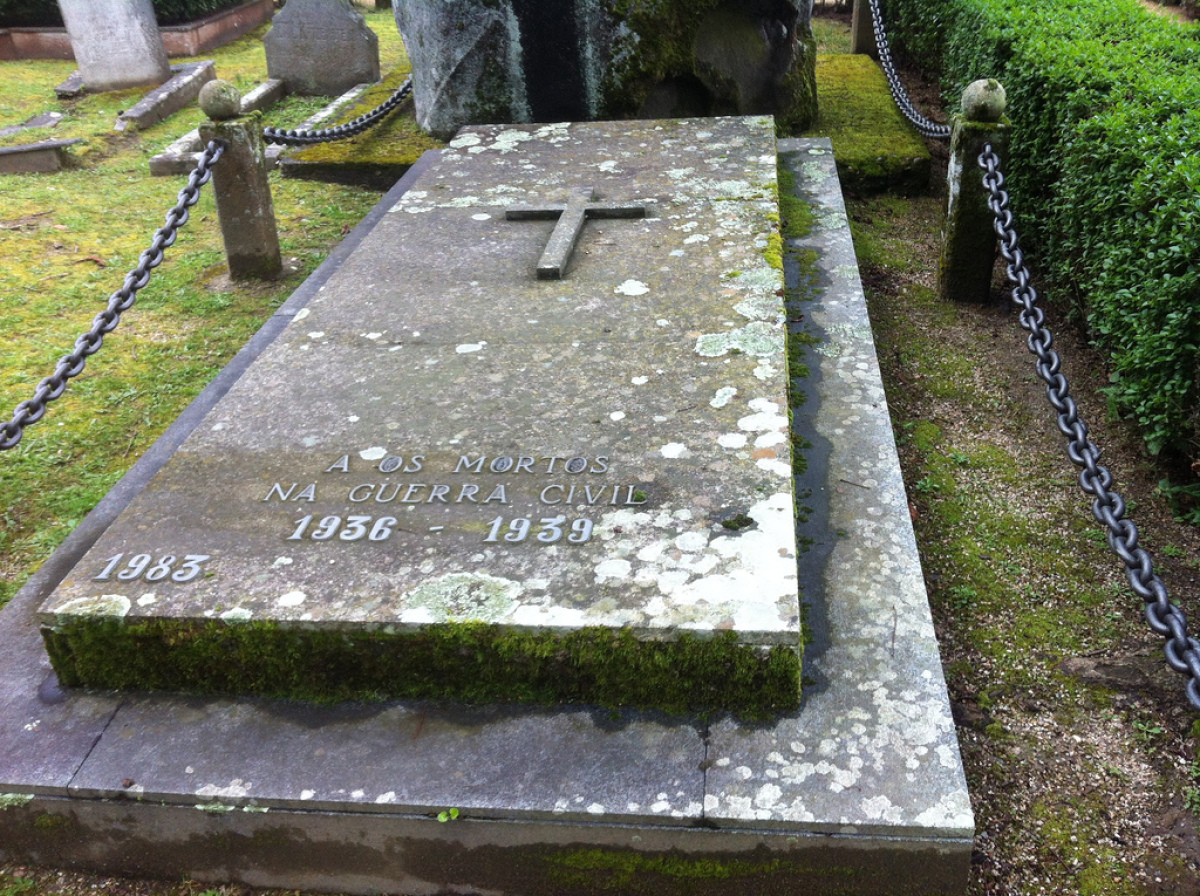
Tumba en el Pereiró dedicada a los asesinados durante la Guerra Civil.

La resistencia a la sublevación militar le costó cara a la ciudad de Vigo. Los miembros del Comité del Frente Popular (el alcalde Emilio Martínez Garrido, Heraclio Botana, Antonio Bilbatúa e Ignacio Seoane) fueron juzgados en un consejo de guerra por traición. El 27 de agosto, son fusilados en el Cementerio de Pereiró, junto con el alcalde de Lavadores, José Antela.
La inmensa mayoría de los milicianos no se pudieron quedar en la ciudad. Los más combatientes, se trasladaron al Frente del Norte o a Madrid para seguir luchando por la República. Otros, se quedaron en el monte como guerrilleros, los llamados "maquis". Muchos se exiliaron a Sudamérica para buscar asilo político. En cualquier caso, la represión de los sublevados fue dura, y la mayoría fueron hechos prisioneros, y en algunos casos, ejecutados.
Se tiene constancia de que 2 500 personas fueron ajusticiadas en Vigo durante y después de la Guerra Civil, según los expertos que trabajan en la Ley de Memoria Histórica del exjuez Baltasar Garzón.